# Trichomma tambourinum
Trichomma tambourinum är en stekelart som beskrevs av Ian D. Gauld 1976. Trichomma tambourinum ingår i släktet Trichomma och familjen brokparasitsteklar. Inga underarter finns listade i Catalogue of Life.